# 烏山頭水庫
烏山頭水庫，舊稱烏山頭貯水池，是一座位於台灣台南市六甲區、官田區的水庫，具有水力發電功能，與烏山頭水力發電廠和烏山頭風景區相併在一起。地理位置在海拔468公尺的烏山嶺。由於水庫完成後，官田溪谷遭淹沒。自空中往俯看，其型珊瑚，故有珊瑚潭之美譽。

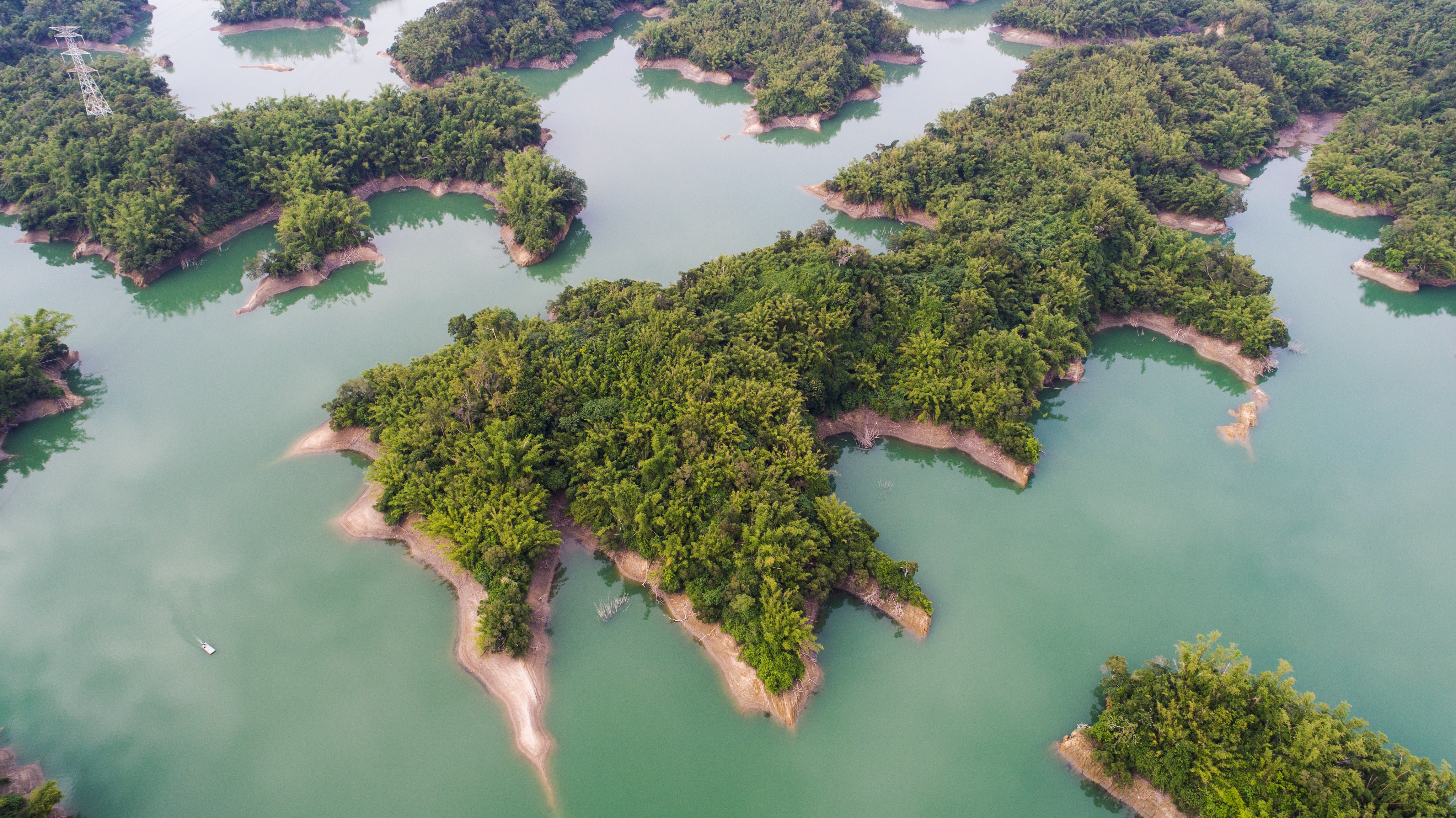
烏山頭水庫內湖

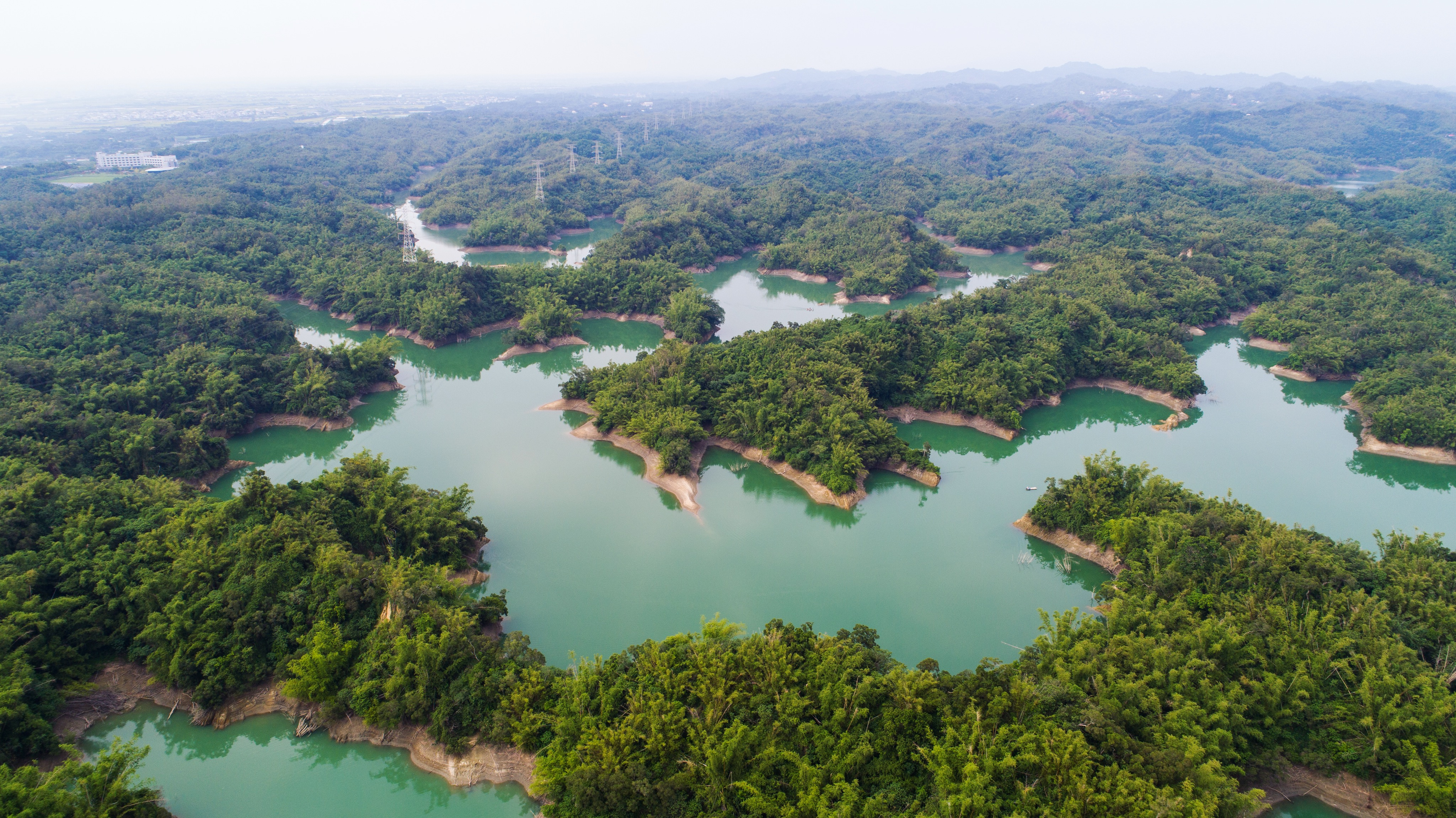
烏山頭水庫內深處二

## 概述
烏山頭水庫位於曾文溪支流官田溪上游，利用台南市官田區、六甲區、大內區、東山區間的低窪谷地為集水區，水源取自曾文溪上游大埔溪，為一個離槽水庫，進水隧道穿越烏山嶺至官田溪上游，長三千多公尺。
烏山頭水庫主壩採「半水力淤填」式（Semi-Hydraulic Fill Method）構築，在壩堤中心用細小混凝土截水心壁外，大部分用卵石、圓礫石、碎石、沙、粘土來構築土石水壩，用粘土的不透水性材料倒置在中心壁兩側，並以強力的射水使粘土向心壁中心流動，粘土隨著沖水的滾動於沿途沉澱，造成顆粒均布良好的不透水心壁，不用人力、機械來砌築，是台灣唯一採取此工法的水庫，也是目前僅存之半水力沖淤式土石壩結構。在當時整個水庫工程可說是聞名東亞，其中最艱難的工程為堤防岸壁送水口，及埋通烏山嶺之地下引水隧道。
原先烏山頭水庫以烏山嶺引水隧道，將曾文溪的水流引入官田溪流域的烏山頭水庫。曾文溪之進水口稱為「東口」，烏山頭水庫的出水口則稱為「西口」。國民政府遷台之後，於烏山嶺隧道東口上游之興築曾文水庫並取其尾水串聯運轉，兩者相輔相成。曾文水庫亦提供烏山頭水力發電廠水源。在水庫中有一小島名為「辯天島」，面積約20公頃。

### 浮力式太陽能發電站
由行政院農業委員會農田水利署嘉南管理處對外招標後，星能股份有限公司旗下星曄綠能公司得標興建並營運，於2022年5月竣工商轉後，截至2022年底仍是臺灣裝置容量最大，同時也是嘉南地區最大的水庫水面浮力式太陽光電場。

## 歷史

### 水庫興建
烏山頭水庫於1920年1月底興建，1930年5月初完工，屬嘉南大圳最主要的水利工程之一，也是台灣早期的水庫系統之一，主由日本的水利工程師八田與一規劃與大成建設興建完成，興建的主要目的為嘉南平原的農作灌溉。
1930年（昭和五年）水庫完工即將準備蓄水之際，預定淹沒區內的雙溪仔、笨潭、溪仔底、圳溝仔、中崙等聚落的居民被強制遷移至今官田區大崎里的大崎、莿仔埔及大井等聚落，亦有少數居民四散他方。

### 啟用至今
1979年嘉南大旱時期，曾經水枯見底過。1969年，烏山頭水庫開放觀光，由嘉南農田水利會管理。其入口收費亭為山海圳綠道的起點。
2006年，烏山頭水庫建造的故事於由中華電視公司拍攝成20集的台語電視連續劇《水色嘉南》。
2009年，烏山頭水庫和嘉南大圳於被選入中華民國政府的臺灣世界遺產潛力點名單內。

## 諸元

### 集水
- 集水面積：60平方公里
- 最高常水位：58.2公尺
- 最大可能供水位(CMS)：60.6公尺
- 水深：32公尺
- 滿水位面積：1300公頃
- 總蓄水量：15415.8萬立方公尺
- 計畫有效蓄水量：10377萬立方公尺
- 現存有效蓄水量：8085萬立方公尺
- 計畫年運用水量：100000萬立方公尺

### 壩工
- 壩型：半水力式土壩
- 壩頂標高：66.7公尺
- 最大壩身高度：56公尺
- 壩頂長度：1273公尺
- 壩頂寬度：9公尺
- 壩底寬度：303公尺
- 壩體體積：11020928立方公尺

### 水工
- 溢洪道型式：自然溢流陡槽溢洪道
- 溢洪道設計溢洪量：1500立方米每秒（{\displaystyle m^{3}}/s）
- 溢洪道最大溢洪量：2190{\displaystyle m^{3}}/s

- 出水工型式：
  - 舊送水設施：送水管二條、直徑9吋、管長62.03公尺及168.93公尺針型閥蝶型閥
  - 新送水設施：送水管一條、直徑14.1吋、長2170公尺，環閘閥、空注閥各三組。

- 出水工設計流量：144{\displaystyle m^{3}}/s

- 出水工控制水門型式：動力送水

東口渠首工：
- 攔河堰：重力式混凝土
- 溢流堰，堰高：5.6公尺，堰頂長：239.40公尺
- 排沙閘：
- 2座進水口：電動捲揚式水門16門
- 計劃取水量：56{\displaystyle m^{3}}/s。
- 烏山頭導水隧道：馬蹄型寬5公尺，縱坡1:1200，長度3,107公尺。

### 其他
- 總工程費：日幣54,130,000圓
- 開完工日期：1920年1月開工，1930年5月完工
- 灌溉給水面積：69084公頃
- 自來水計畫年供水量：146820000立方公尺
- 發電：裝機容量50千瓦，計畫年發電量438000立方公尺。

## 設施與景點

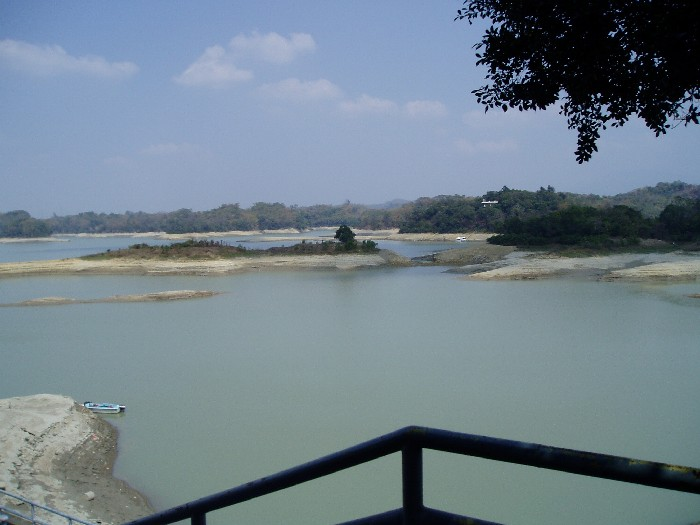
水庫一景
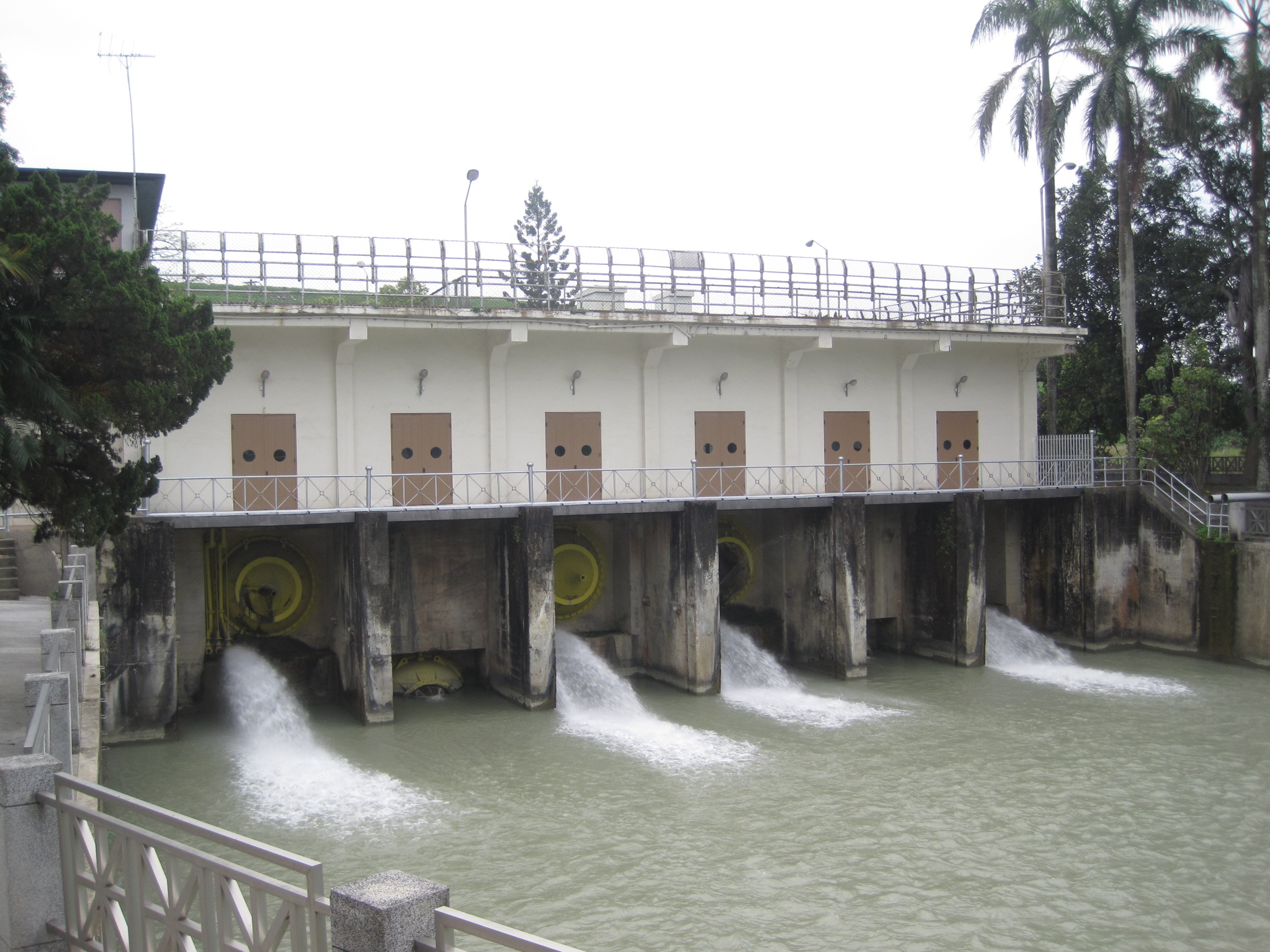
舊放水口
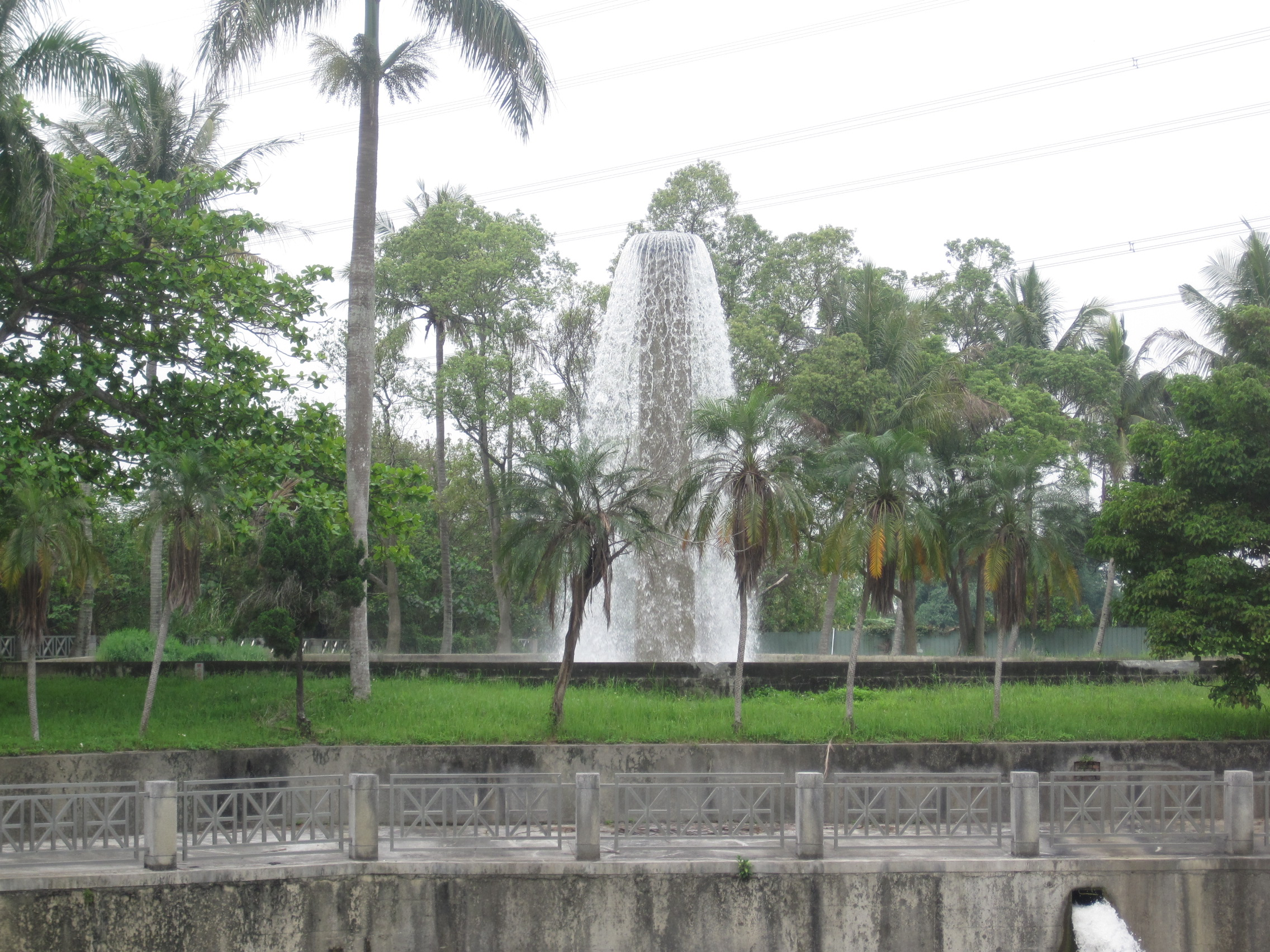
平壓塔
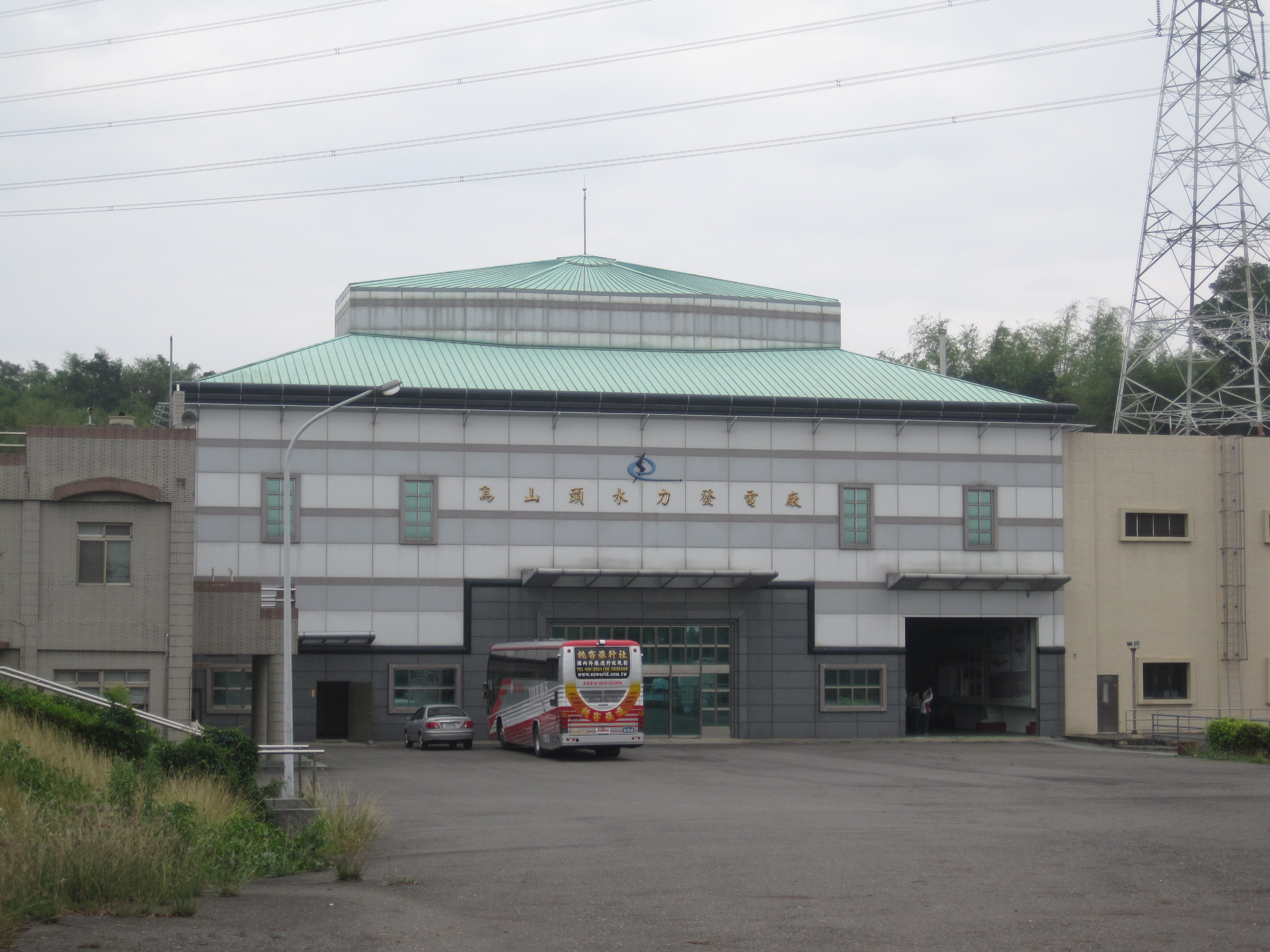
烏山頭水力發電廠
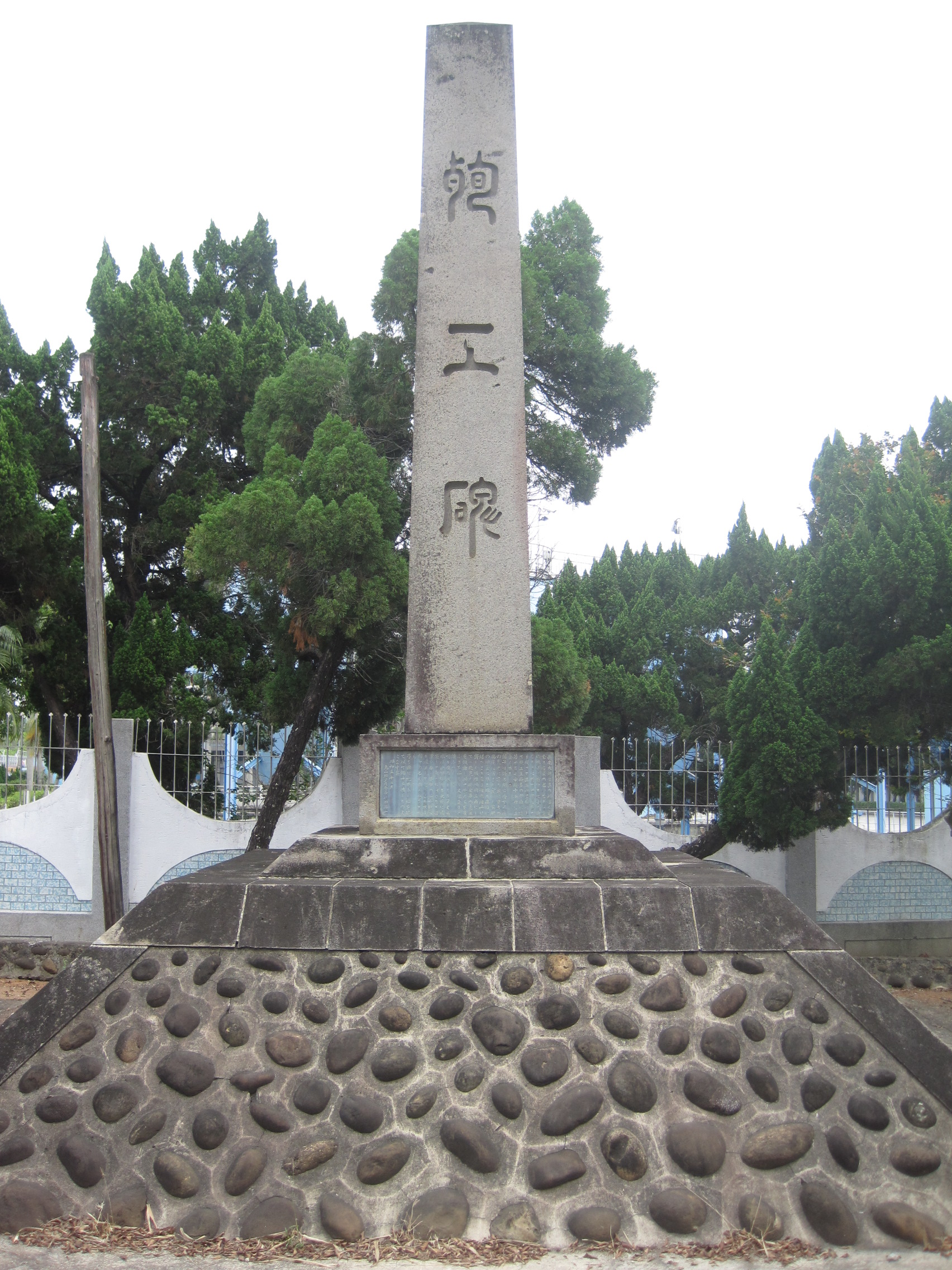
殉工碑
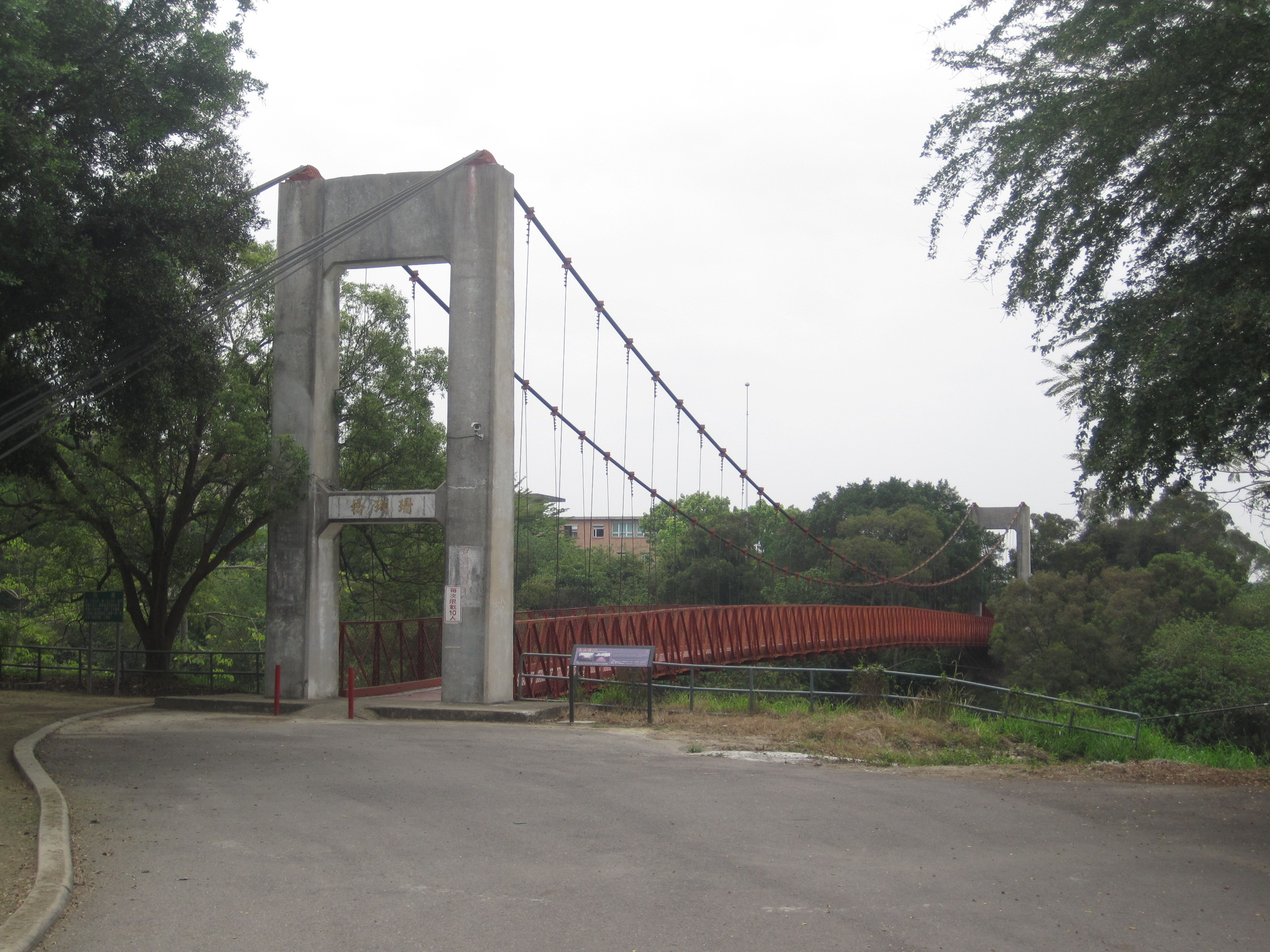
珊瑚橋
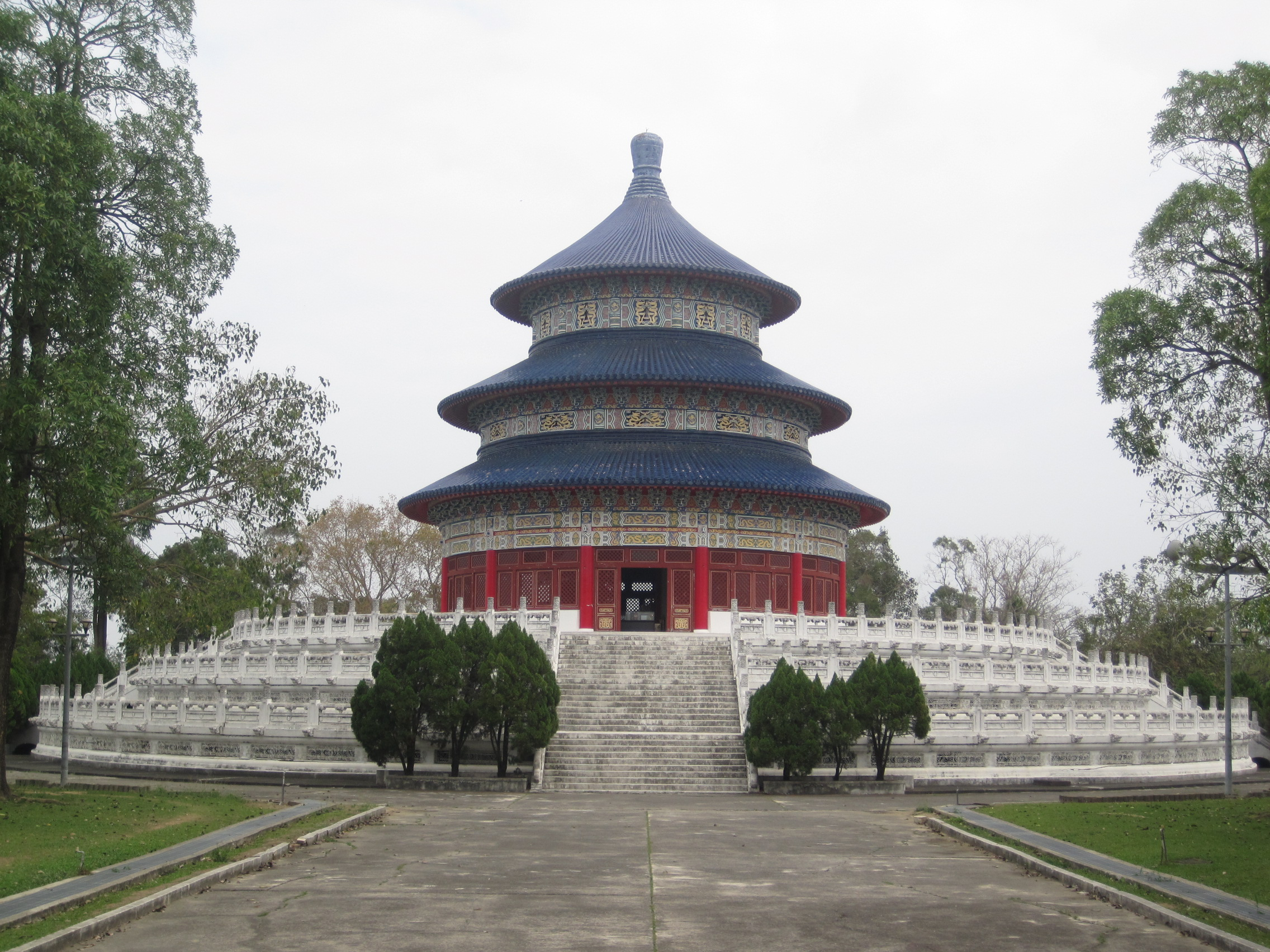
烏山頭水庫的北京天壇複製品，只有原物的六分之一大
環景攝影
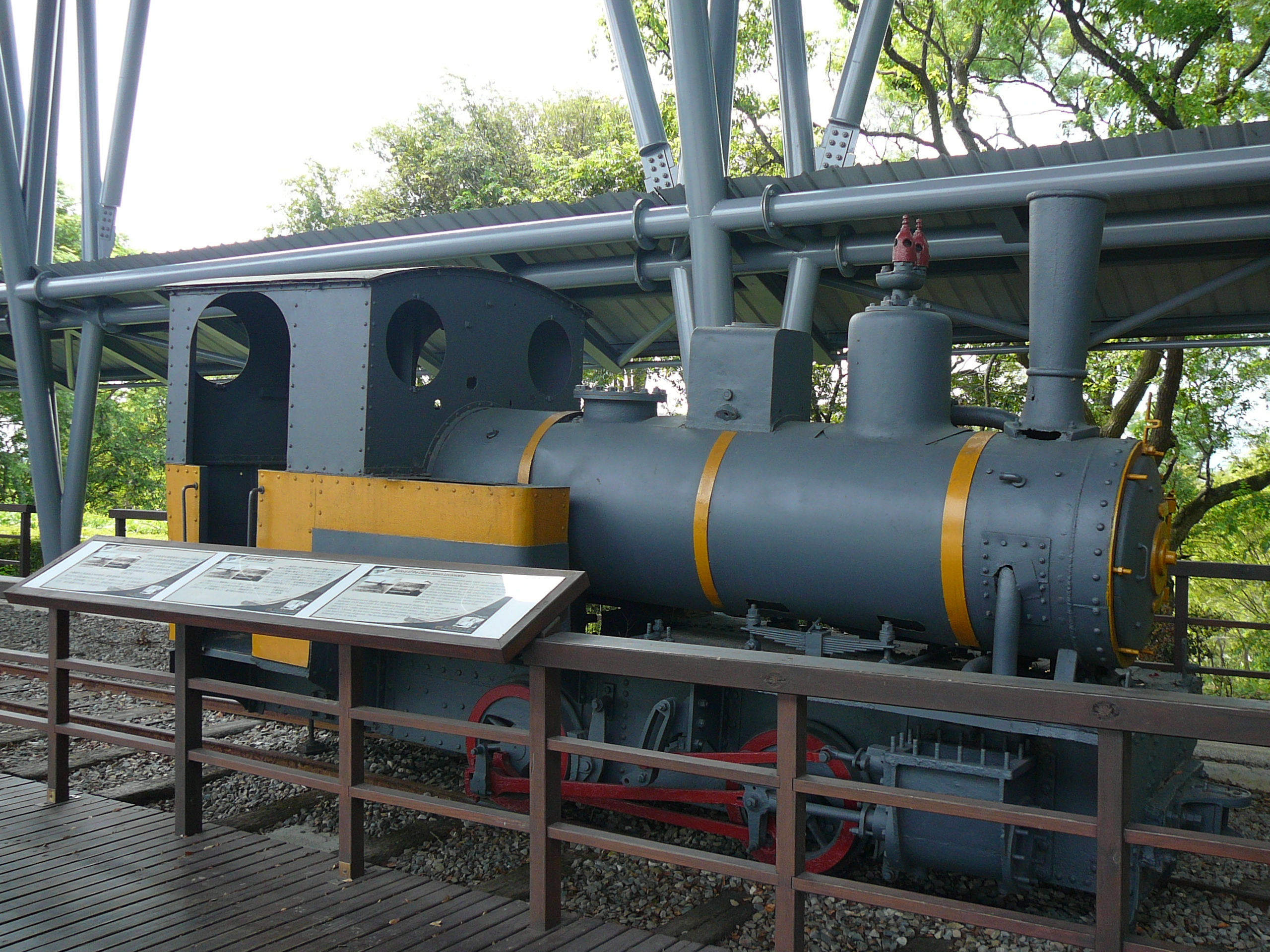
水閘門比利時製蒸汽火車頭
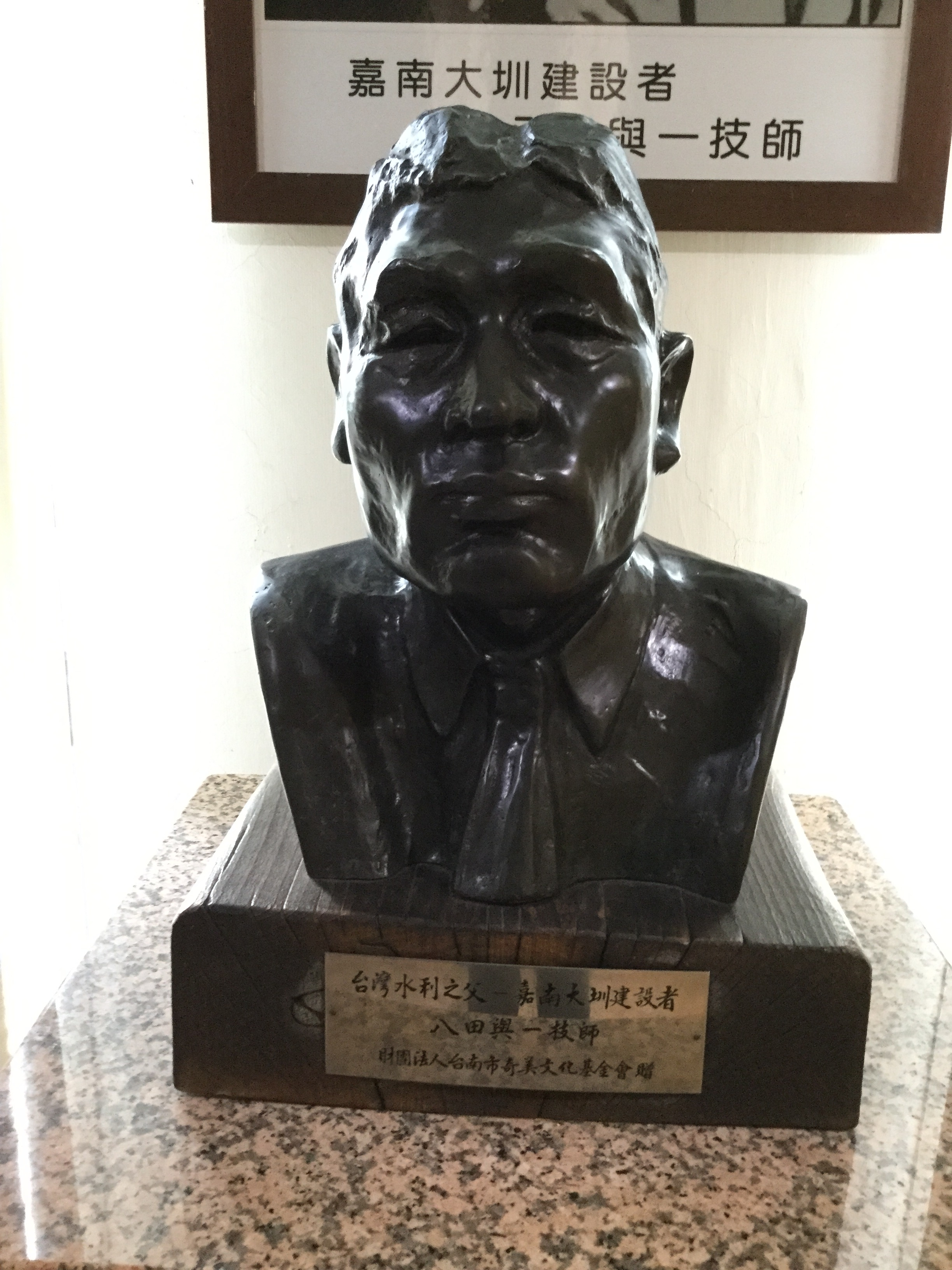
紀念館的八田與一塑像
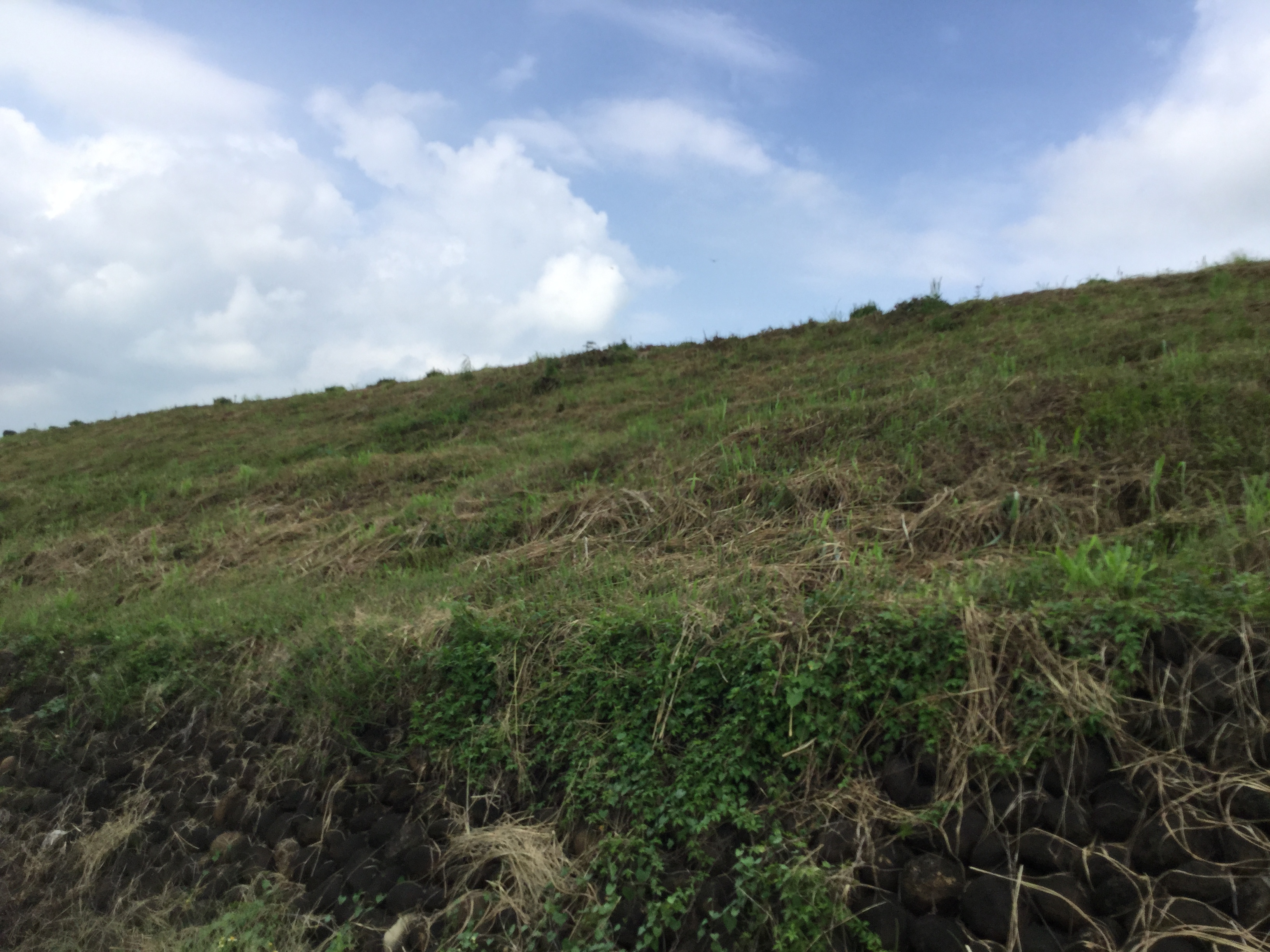
大壩石堤
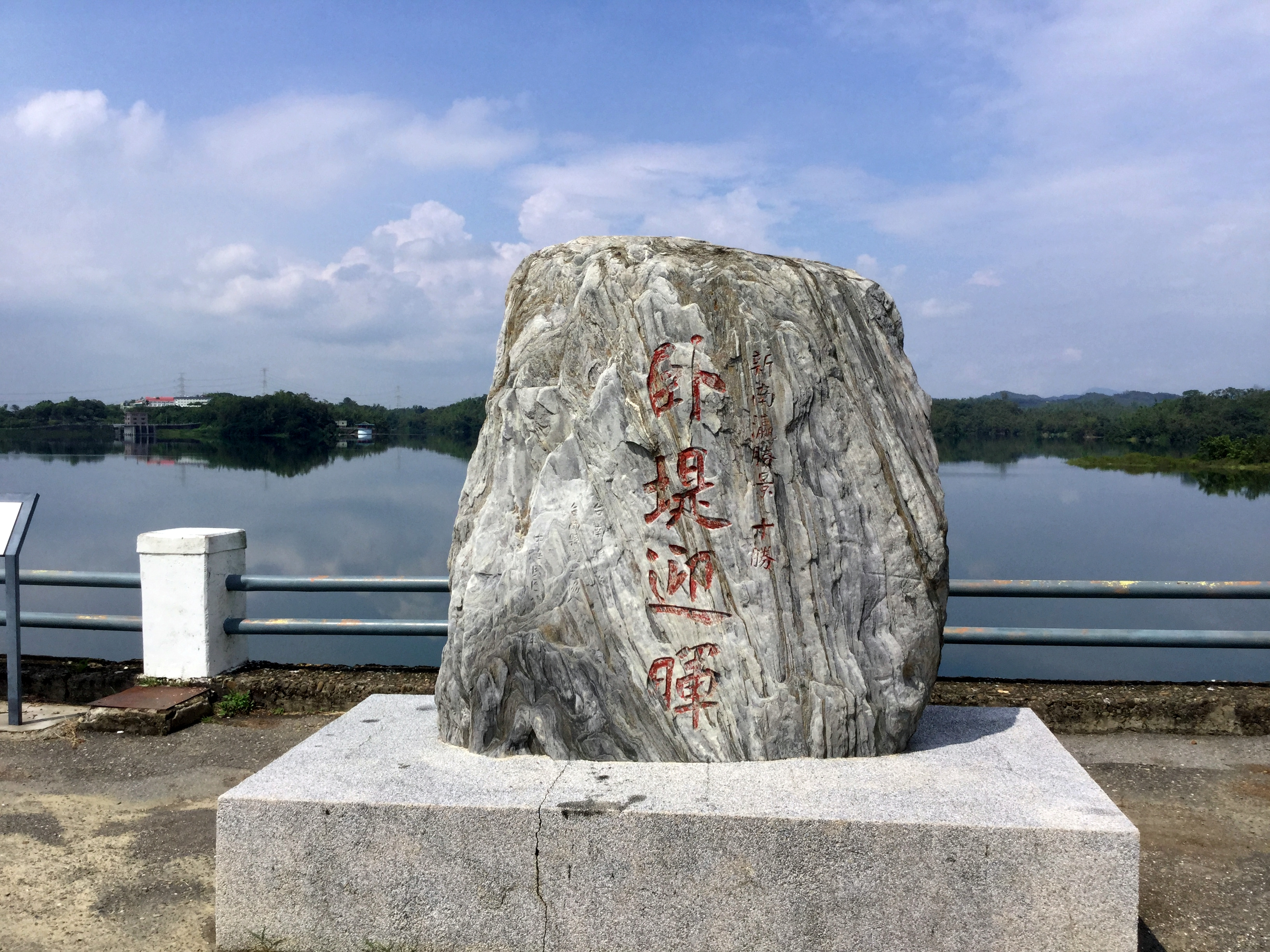
臥堤迎暉石碑

### 建築工事鐵道
- 起訖點：番子田（今隆田）－烏山頭
- 用途：運輸重型機具、建築材料、土石、工作人員及當地居民
- 軌距：窄軌
- 行車速度：時速19至25公里
- 使用車輛：比利時製蒸汽機車（共七輛）等[10][11][12]

## 事件

### 珊瑚潭空難
1987年8月25日，一架中華民國空軍T-34C教練機，因性能課目操作不當且改正不及在珊瑚潭墜機，導致空軍官校飛行訓練生汪明勝不幸罹難。

## 外部連結
- 烏山頭水庫管理計畫
- 烏山頭風景區 （页面存档备份，存于）
- 烏山頭水庫風景區的Facebook專頁
- 烏山頭水庫風景區 - 台南旅遊網 （页面存档备份，存于）
- 烏山頭水庫申請世界文化遺產分析 - Ntu.edu.tw （页面存档备份，存于）
- 山裡的藍綠色珊瑚潭，「烏山頭水庫」日本客也愛來 （页面存档备份，存于）
- 經濟部水利署全球資訊網-烏山頭水庫 （页面存档备份，存于）
- 台灣水庫即時水情 （页面存档备份，存于）